# IP sobre palomas mensajeras

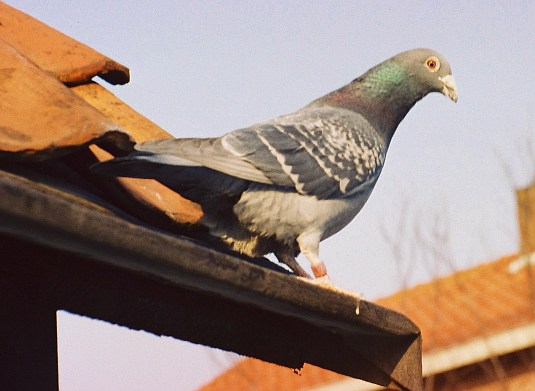
Paloma mensajera.

IP sobre palomas mensajeras es una propuesta sarcástica de protocolo de red creada en 1 de abril de 1990 para la transmisión de datagramas del protocolo IP mediante palomas mensajeras. Fue definida en la recomendación RFC 1149, una Petición de Comentarios (RFC) del Grupo de Trabajo de Ingeniería de Internet (IETF) escrita por D. Waitzman. Es parte de los RFC del 1 de abril, cuando, como parte del April Fools' Day (Día de los inocentes), es habitual entre los expertos en redes informáticas añadir un RFC humorístico
El 1 de abril de 1999 se publicó la recomendación RFC 2549, una extensión de la anterior denominada IP sobre palomas mensajeras con calidad de servicio. Además, el RFC 6214, publicado el 1 de abril de 2011, 13 años después de la adopción de IPv6, supuso una extensión del RFC 1149 para este protocolo
El IPoAC ha sido implementado con éxito para nueve paquetes, con un ratio de pérdida del 55% por fallos del operador, y un tiempo de respuesta entre 3000 y 6000 segundos (54 minutos y 1.77 horas, respectivamente), por lo que esta tecnología sufre de una alta latencia. Aun así, para grandes transferencias, las palomas son capaces de un alto rendimiento, implementando una sneakernet. En los últimos años, la capacidad de almacenaje, y por tanto la densidad de información que una paloma puede llevar ha crecido 3 veces más rápido que el ancho de banda del Internet. Así, si 16 palomas tardan 1 hora en llevar sendas tarjetas SD de 512 GB, la velocidad media de transmisión será 145.6 Gbit/s, excluyendo la transmisión desde y hacia las tarjetas SD.